# Ogcodes lautereri
Ogcodes lautereri är en tvåvingeart som beskrevs av Chvala 1980. Ogcodes lautereri ingår i släktet Ogcodes och familjen kulflugor.
Artens utbredningsområde är Bulgarien. Inga underarter finns listade i Catalogue of Life.